# Viasat History
Viasat History je digitální televizní kanál provozovaný společností Viasat, který byl spuštěn v roce 2004. Vysílá dokumenty o historii, kultuře a společnosti. V České republice jej přes satelit poskytují společnosti UPC Direct, Digi-TV nebo Skylink.